# Kristýna Plíšková
Kristýna Plíšková (født 21. marts 1992 i Louny, Tjekkoslovakiet) er en professionel kvindelig tennisspiller fra Tjekkiet.